# 모든 데모의 어머니

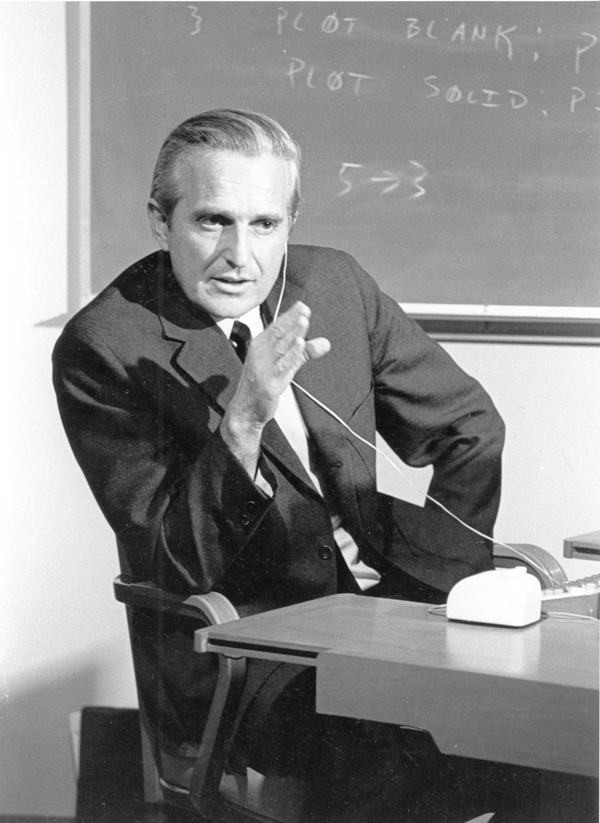
데모를 연습하는 엥겔바트

모든 데모의 어머니(The Mother of All Demos)는 스탠퍼드 연구소의 증강 연구 센터에서 개발한 것을 소급하여 명명한 획기적인 컴퓨터 데모였다. 1968년 12월 9일 샌프란시스코에서 열린 ACM/IEEE(Association for Computing Machinery/Institute of Electrical and Electronics Engineers)-컴퓨터 학회의 폴 조인트 컴퓨터 콘퍼런스(Fall Joint Computer Conference)에서 더글러스 엥겔바트가 발표했다.
90분 분량의 라이브 데모에서는 온라인 시스템(oN-Line System) 또는 보다 일반적으로 NLS라고 하는 완전한 컴퓨터 하드웨어 및 소프트웨어 시스템을 소개했는데, 이는 창, 하이퍼텍스트, 그래픽, 효율적인 탐색 및 명령 입력, 화상 회의, 컴퓨터 마우스, 워드 프로세싱, 동적 파일 연결, 개정 제어, 협업 실시간 편집기를 포함한 현대 개인 컴퓨팅의 기본 요소를 처음으로 보여주었다.
엥겔바트의 프레젠테이션은 이러한 모든 요소를 단일 시스템에서 공개적으로 시연한 최초의 사례였다. 이 시연은 큰 영향을 미쳤고 1970년대 초 제록스 PARC에서 비슷한 프로젝트를 낳았다. 기본 개념과 기술은 1980년대와 1990년대에 애플 매킨토시와 마이크로소프트 윈도우 그래픽 사용자 인터페이스 운영 체제에 영향을 미쳤다.